# Jeanette Ottesen
Pour les articles homonymes, voir Ottesen.
Jeanette Ottesen Gray, née Ottesen le 30 décembre 1987 à Lyngby au Danemark, est une nageuse danoise spécialiste des épreuves de nage libre et de papillon. Elle compte à son palmarès une médaille de bronze olympique, deux titres mondiaux en grand bassin, deux en petit bassin ainsi que quatre titres européens en petit bassin.

## Biographie
En 2004, à 16 ans, Jeanette Ottesen participe à ses premiers Jeux olympiques. Participant à deux épreuves individuelles, elle est éliminée dès les séries du 50 mètres nage libre et du 100 mètres nage libre. En relais quatre nages, le Danemark ne rentre pas en finale et termine neuvième pour 17 centièmes de seconde.
4 ans plus tard, à Pékin, elle obtient la cinquième place du 100 mètres nage libre. Elle participe également au 50 mètres nage libre et au 100 mètres papillon, deux épreuves où elle est éliminée au stade des demi-finales.
La même année, elle obtient ses premières médailles dans un championnat. À Rijeka lors des championnats d'Europe en petit bassin, elle remporte l'or sur 100 mètres papillon, termine deuxième du 50 mètres papillon, du 100 mètres nage libre et se classe troisième du 50 mètres nage libre. L'année suivante, toujours en petit bassin, elle remporte deux nouvelles médailles de bronze, sur 100 mètres nage libre et 100 mètres papillon.
En 2010, elle remporte sa première médaille en grand bassin, l'argent sur 50 mètres papillon lors des championnats d'Europe en 25 secondes 69, battue de 6 centièmes par Therese Alshammar. En fin d'année, lors des championnats du monde en petit bassin, elle obtient une nouvelle récompense sur 50 mètres papillon. En 25 secondes 24, elle est troisième de la course, devancée une nouvelle fois par Alshammar, Felicity Galvez étant deuxième.
Lors des Mondiaux de Shanghai en 2011, elle remporte la finale du 100 m en terminant première ex aequo avec la Biélorusse Aliaksandra Herasimenia en 53 s 45. À la suite de ces championnats du monde, Ottesen se marie et change son nom en Jeanette Ottesen Gray.

## Palmarès

### Jeux olympiques
| Épreuve / Édition           | Athènes 2004    | Pékin 2008  | Londres 2012     | Rio 2016                  |
| 50 mètres nage libre        | 22e 25 s 95     | 11e 24 s 86 | 12e 24 s 99      | 11e 24 s 62               |
| 100 mètres nage libre       | 18e 56 s 17     | 5e 54 s 06  | 7e 53 s 75       | 8e 53 s 36                |
| 100 mètres papillon         | -               | 15e 59 s 29 | 6e 57 s 35       | 7e 57 s 17                |
| 4 × 100 mètres quatre nages | 9e 4 min 8 s 89 |             | 7e 3 min 57 s 76 | Bronze 3 min 55 s 01 (RE) |
| 4 × 100 mètres nage libre   | -               | -           | 6e 3 min 37 s 45 | -                         |

### Championnats du monde

#### En grand bassin
- Championnats du monde 2011 à Shanghai ( Chine) :
  -  Médaille d'or du 100 m nage libre.
- Championnats du monde 2013 à Barcelone ( Espagne) :
  -  Médaille d'or du 50 m papillon.
- Championnats du monde 2015 à Kazan ( Russie) :
  -  Médaille d'argent du 50 m papillon.
  -  Médaille d'argent du 100 m papillon.

#### En petit bassin
- Championnats du monde 2010 à Dubaï ( Émirats arabes unis) :
  -  Médaille de bronze du 50 m papillon.
- Championnats du monde 2012 à Istanbul ( Turquie) :
  -  Médaille d'or au titre du relais 4 × 100 m quatre nages.
  -  Médaille de bronze du 50 m nage libre.
  -  Médaille de bronze du 50 m papillon.
  -  Médaille de bronze au titre du relais 4 × 100 m nage libre.
- Championnats du monde 2014 à Doha ( Qatar) :
  -  Médaille d'or au titre du relais 4 × 50 m quatre nages.
  -  Médaille d'or au titre du relais 4 × 100 m quatre nages.
  -  Médaille d'argent du 50 m papillon.
  -  Médaille de bronze du 100 m papillon.
  -  Médaille de bronze au titre du relais 4 × 50 m nage libre.

### Championnats d'Europe

#### En grand bassin
- Championnats d'Europe 2010 à Budapest ( Hongrie) :
  -  Médaille d'argent du 50 m papillon.
- Championnats d'Europe 2014 à Berlin ( Allemagne) :
  -  Médaille d'or du 100 m papillon.
  -  Médaille d'or au titre du relais 4 × 100 m quatre nages.
  -  Médaille d'argent du 50 m papillon.
  -  Médaille de bronze du 50 m nage libre.
- Championnats d'Europe 2016 à Londres ( Royaume-Uni) :
  -  Médaille d'argent du 50 m papillon.
  -  Médaille d'argent du 100 m papillon.
  -  Médaille de bronze du 50 m nage libre.

#### En petit bassin
- Championnats d'Europe 2008 à Rijeka ( Croatie) :
  -  Médaille d'or du 100 m papillon.
  -  Médaille d'argent du 50 m papillon.
  -  Médaille d'argent du 100 m nage libre.
  -  Médaille de bronze du 50 m nage libre.
- Championnats d'Europe 2009 à Istanbul ( Turquie) :
  -  Médaille de bronze du 100 m nage libre.
  -  Médaille de bronze du 100 m papillon.
- Championnats d'Europe 2011 à Szczecin ( Pologne) :
  -  Médaille d'or du 50 m papillon.
  -  Médaille d'or du 100 m papillon.
  -  Médaille d'or au titre du relais 4 × 50 m quatre nages.
  -  Médaille d'argent du 50 m nage libre.
  -  Médaille d'argent du 100 m nage libre.
  -  Médaille d'argent au titre du relais 4 × 50 m nage libre.
- Championnats d'Europe 2012 à Chartres ( France) :
  -  Médaille d'or du 50 m papillon.
  -  Médaille d'or au titre du relais 4 × 50 m nage libre.
  -  Médaille d'or au titre du relais 4 × 50 m quatre nages.
  -  Médaille d'argent du 100 m nage libre.
  -  Médaille de bronze du 50 m nage libre.
  -  Médaille de bronze du 100 m papillon.
- Championnats d'Europe 2013 à Herning ( Danemark) :
  -  Médaille d'or au titre du relais 4 × 50 m nage libre.
  -  Médaille d'argent du 50 m papillon.
  -  Médaille d'argent au titre du relais 4 × 50 m quatre nages.
  -  Médaille de bronze du 100 m papillon.
- Championnats d'Europe 2015 à Netanya ( Israël) :
  -  Médaille d'argent du 50 m papillon.
  -  Médaille d'argent du 100 m papillon.
  -  Médaille de bronze du 50 m nage libre.
- Championnats d'Europe 2019 à Glasgow ( Royaume-Uni) :
  -  Médaille de bronze du 50 m papillon.
  -  Médaille de bronze au titre du relais 4 × 50 m nage libre.
  -  Médaille de bronze au titre du relais 4 × 50 m quatre nages mixte.

## Records

### Records personnels
Ces tableaux détaillent les records personnels de Jeanette Ottesen.
| Épreuve          | Temps   | Compétition                | Lieu                        | Date         |
| 50 m nage libre  | 24 s 40 | Mare Nostrum 2014          | Canet-en-Roussillon, France | 11 juin 2014 |
| 100 m nage libre | 53 s 35 | Jeux olympiques de 2016    | Rio de Janeiro, Brésil      | 10 août 2016 |
| 50 m papillon    | 25 s 24 | Championnats du monde 2013 | Barcelone, Espagne          | 3 août 2013  |
| 100 m papillon   | 56 s 51 | Championnats d'Europe 2014 | Berlin, Allemagne           | 22 août 2014 |

| Épreuve          | Temps   | Compétition                | Lieu                      | Date             |
| 50 m nage libre  | 23 s 49 | Duel in the Pool           | Indianapolis, États-Unis  | 12 décembre 2015 |
| 100 m nage libre | 51 s 90 | Coupe Vladimir Salnikov    | Saint-Pétersbourg, Russie | 20 décembre 2009 |
| 50 m papillon    | 24 s 71 | Championnats du monde 2014 | Doha, Qatar               | 5 décembre 2014  |
| 100 m papillon   | 55 s 10 | Duel in the Pool           | Indianapolis, États-Unis  | 11 décembre 2015 |